# Best of ’98
Best of ’98 – siódmy album niemieckiej piosenkarki C.C. Catch wydany w październiku 1998 roku przez Hansa Records. Płyta jest w sporej części składanką wydanych już wcześniej nagrań artystki, zawierając jedynie 6 nowych pozycji: 2 megamixy utworów artystki i po 2 nowe aranżacje (New Vocal Version, Rap Version) jednych z największych przebojów wokalistki z lat 80 („I Can Lose My Heart Tonight” oraz „Soul Survivor”). Za produkcję albumu odpowiedzialni byli ponownie Dieter Bohlen i Luis Rodríguez. Płytę promowały trzy single: „C.C. Catch Megamix ’98”, „Soul Survivor ’98” i „I Can Lose My Heart Tonight ’99”.
Album nie odniósł komercyjnych sukcesów w Niemczech, osiągając jedynie 76. miejsce na niemieckiej liście sprzedaży, natomiast w Polsce w niecały rok po wydaniu uzyskał status złotej płyty.

## Lista utworów

### Wydanie na płycie CD[1]
| Nr  | Tytuł utworu                                          | Długość |
| --- | ----------------------------------------------------- | ------- |
| 1.  | „I Can Lose My Heart Tonight ’98 (Rap Version)”       | 3:11    |
| 2.  | „Soul Survivor ’98 (Rap Version)”                     | 3:02    |
| 3.  | „’Cause You Are Young”                                | 3:28    |
| 4.  | „Heartbreak Hotel”                                    | 3:34    |
| 5.  | „Strangers By Night”                                  | 3:38    |
| 6.  | „Heaven And Hell”                                     | 3:37    |
| 7.  | „Backseat Of Your Cadillac”                           | 3:21    |
| 8.  | „I Can Lose My Heart Tonight ’98 (New Vocal Version)” | 3:30    |
| 9.  | „Soul Survivor ’98 (New Vocal Version)”               | 3:38    |
| 10. | „Jump In My Car”                                      | 3:49    |
| 11. | „Are You Man Enough”                                  | 3:37    |
| 12. | „Good Guys Only Win In Movies”                        | 5:42    |
| 13. | „Dancing In Shadows”                                  | 3:34    |
| 14. | „House Of Mystic Lights”                              | 3:04    |
| 15. | „Nothing But A Heartache”                             | 3:02    |
| 16. | „Summer Kisses”                                       | 3:49    |
| 17. | „Soul Survivor”                                       | 3:16    |
| 18. | „I Can Lose My Heart Tonight”                         | 3:45    |
| 19. | „C.C. Catch Megamix ’98 (Short Version)”              | 4:55    |
| 20. | „C.C. Catch Megamix ’98 (Long Version)”               | 8:01    |
|     |                                                       | 1:17:33 |

- Nagrania 1. („I Can Lose My Heart Tonight ’98 (Rap Version)”), 2. („Soul Survivor ’98 (Rap Version)”), 8. („I Can Lose My Heart Tonight ’98 (New Vocal Version)”) i 9. („Soul Survivor ’98 (New Vocal Version)”) to premierowe, nowe aranżacje nagrań I Can Lose My Heart Tonight i Soul Survivor. W partiach rapu udziela się rapper Krayzee.
- Nagranie 3. („’Cause You Are Young”) to krótka, singlowa wersja tego utworu z wydania na 7".
- Nagrania 4. („Heartbreak Hotel”) i 6. („Heaven And Hell”) to wersje albumowe tych utworów wydane wcześniej na płycie Welcome to the Heartbreak Hotel.
- Nagranie 5. („Strangers By Night”) to krótka, singlowa wersja tego utworu z wydania na 7".
- Nagrania 7. („Backseat Of Your Cadillac”), 15. („Nothing But A Heartache”) i 16. („Summer Kisses”) to wersje albumowe tych utworów wydane wcześniej na płycie Big Fun.
- Nagranie 10. („Jump In My Car”) to skrócona wersja albumowa tego utworu, pochodząca z płyty Classics. Oryginalnie w wersji „maxi” piosenka ta pojawiła się na płycie Catch the Catch.
- Nagranie 11. („Are You Man Enough”) to krótka, singlowa wersja tego utworu z wydania na 7".
- Nagrania 12. („Good Guys Only Win In Movies”) i 13. („Dancing In Shadows”) pochodzą z albumu Like a Hurricane.
- Nagranie 14. („House Of Mystic Lights”) to singlowa wersja (Radio Swing Mix) tego utworu z wydania na 7".
- Nagranie 17. („Soul Survivor”) to krótka, singlowa wersja tego utworu z wydania na 7".
- Nagranie 18. („I Can Lose My Heart Tonight”) to krótka, singlowa wersja tego utworu z wydania na 7".
- Nagrania 19. („C.C. Catch Megamix ’98 (Short Version)”) i 20. („C.C. Catch Megamix ’98 (Long Version)”) to premierowe megamixy złożone z największych przebojów artystki z lat 80. W ich skład wchodzą utwory: „I Can Lose My Heart Tonight”, „’Cause You Are Young”, „Heartbreak Hotel” i „Soul Survivor”. W wersji długiej (Long Version) pojawiają się również nagrania: „Are You Man Enough”, „Backseat of Your Cadillac” oraz „Heaven and Hell”.

## Listy przebojów (1998)
| Państwo                | Najwyższe miejsce |
| ---------------------- | ----------------- |
| Niemcy (Media Control) | 76                |

## Certyfikaty
| Państwo       | Certyfikat  |
| ------------- | ----------- |
| Polska (ZPAV) | złota płyta |

## Autorzy[4]
- Muzyka: Dieter Bohlen
- Autor tekstów: Dieter Bohlen
- Śpiew: C.C. Catch
- Producent: Dieter Bohlen
- Aranżacja: Dieter Bohlen
- Współproducent: Luis Rodríguez
- Raper: Krayzee